# Viktor Tikhonov
Viktor Vasiljevitj Tikhonov (russisk: Виктор Васильевич Тихонов; 4. juni 1930 i Moskva, Sovjetunionen – 24. november 2014 i Moskva, Rusland) var en sovjetisk ishockeyspiller og -træner. Han var træner for Sovjetunionens ishockeylandshold fra 1978 til 1991 – en periode, hvor holdet dominerede landsholdsishockey og bl.a. vandt OL-guld tre gange og VM-guld otte gange. Han blev valgt ind i IIHF Hall of Fame i 1998.
Tikhonov spillede back for VVS MVO Moskva (det sovjetiske luftvåbens hold) og Dynamo Moskva og scorede 35 mål i 296 kampe i Sovjetunionens ishockeyliga fra 1949 til 1963. Som spiller vandt det nationale sovjetiske mesterskab i ishockey fire gange – tre gange med VVS (1951–1953) og en gang med Dynamo (1954). Han var også med til at vinde Sovjetunionens pokalturnering i ishockey i 1952 sammen med VVS.
Hans trænerkarriere startede i 1964, hvor han blev ungdomstræner for Dynamo Moskva. Otte år senere blev han cheftræner for Daugava Riga, som han førte fra den tredjebedste til den bedste sovjetiske liga. I 1976 blev han cheftræner for både CSKA Moskva (Den Røde Hærs sportsklub) og Sovjetunionens landshold.
Som landstræner vandt han bl.a.
- OL-guld i 1984, 1988 og 1992. OL-sølv i 1980.
- VM-guld i 1978, 1979, 1981, 1982, 1983, 1986, 1989 og 1990.
- Challenge Cup 1979 and Canada Cup 1981

Som klubtræner vandt han bl.a.
- 13 sovjetiske titler i træk (1977–1989).
- 13 Europa Cup-titler i træk (1978–1990).

Efter Sovjetunionens opløsning fortsatte han som landstræner for SNG og Rusland indtil 1994 og som træner for CSKA indtil 1996. I 2002 fik han comeback som træner for CSKA, og i 2004 blev han udpeget til at stå bag bænken for Ruslands ishockeylandshold ved VM i ishockey 2004, men det resulterede blot i en skuffende 10.-plads, hvorefter han stoppede trænergerningen helt.
Tikhonov var kendt for sin diktatoriske trænerstil. Han udøvede næsten fuldkommen kontrol over sine spilleres liv. Hans hold trænede 10-11 måneder om året, og boede i den periode i barakker. CSKA var bogstaveligt talt en del af Den Røde Hær, og Tikhonov var general. Selvom han udadtil støttede sine spillere i at spille i National Hockey League, anklagede mange ham for at udnytte sin kontakter i den sovjetiske regering til at forhindre spillerne i at rejse. Lederne i Den Røde Hær ville sikkert ikke have ladet spillerne rejse alligevel. Fra slutningen af 1980'erne var Tikhonovs frygt for afhopninger angiveligt så stor, at han ofte satte spillere af holdet, hvis han midtænkte dem for at ville hoppe af. F.eks. satte han Pavel Bure, Valerij Zelepukin, Jevgenij Davydov og Vladimir Konstantinov af holdet i 1991 kort før Canada Cup. De var alle blevet draftet af NHL-hold, og Tikhonov har måske tænkt, at de muligvis ville hoppe af, hvis de fik lov at rejse til vesten, ligesom Aleksandr Mogilnij og Sergej Fedorov. Efter oplæsningen af Sovjetunionen blødte handt meget op på sin stil.

## Familie
Viktor Tikhonovs søn, Vasilij, var også professionel ishockeytræner og arbejdede i Finland, USA og Schweiz. Han flyttede dog tilbage til Rusland for at bo sammen med sin familie. Vasilij døde i 2013 som følge af et fald fra et vindue i hans lejlighed i Moskva
Tikhonovs barnebarn, der også hedder Viktor Tikhonov, er også ishockeyspiller og blev for første gang udtaget til Ruslands ishockeylandshold i forbindelse med Super Series 2007 mod Canada. I 2008 blev Tikhonov draftet af Phoenix Coyotes i første runde (som nr. 28).